# Moriteru Ueshiba
Moriteru Ueshiba (n. 2 aprilie 1951, Tokyo, Japonia) este al treilea dōshu al Asociației Aikikai. Este absolvent al Universității Meiji Gakuin, în anul 1976, obținând o diplomă în economie.
Nepotul lui Morihei Ueshiba și fiul lui Kisshomaru Ueshiba, a fost numit Sandai Doshu, după moartea tatălui său în 1999. Din 1996 fusese Dojo-cho (Directorul General al Hombu Dojo).
Aikido continuă să se dezvolte sub conducerea sa, conform ideilor Maestrului Fondator.